# 토마 방갈테르
토마 방갈테르(프랑스어: Thomas Bangalter, 1975년 1월 3일 ~ )는 프랑스의 음악가로, 기마누엘 드 오멩크리스토와 다프트 펑크로 활동했다.